# Francisco Brines
Francisco Brines Bañó, né le 22 janvier 1932 à Oliva et mort le 20 mai 2021, à Gandia, est un poète espagnol, membre de la Génération de 50. Il était membre de l’Académie royale espagnole.
Francisco Brines a été professeur de littérature espagnole à l’université d'Oxford.

## Œuvre
Poésie
- Las brasas, Madrid, Colección Adonais, 1960 (Prix Adonais 1959).
- El santo inocente, Madrid, Poesía para todos, 1965.
- Palabras a la oscuridad, Madrid, Ínsula, 1966 (Prix de la Critique). Réédité par Huerga & Fierro editores (1996)
- Aún no, Barcelona, Llibres de Sinera, 1971.
- Insistencias en Luzbel, Madrid, Visor, 1977.
- El otoño de las rosas, Séville, Renacimiento, 1986 (Prix national de littérature).
- La última costa, Barcelone, Tusquets, 1995. Prix Fastenrath de l'Académie royale espagnole

Anthologies et rééditions
(titre et année de parution)
- Ensayo de una despedida. Poesía 1960-1971 (1974)
- Poesía. 1960-1981 (1984)
- Selección propia, Madrid, Cátedra, 1984
- Poemas excluidos (1985)
- La rosa de las noches (1986)
- Poemas a D. K. (1986)
- El rumor del tiempo, Barcelone, Anagrama, 1989
- Espejo ciego, Generalitat Valenciana, 1993
- Breve antología personal (1997)
- Francisco Brines, poesía, Universitat de Lleida, 1997
- Selección de poemas (1997)
- Poesía completa (1960-1997) (1997)
- Antología poética (1998)
- La Iluminada Rosa Negra (2003)
- Amada vida mía (2004)
- Antología poética, Madrid, Espasa-Calpe, 2006
- Todos los rostros del pasado, Barcelone, Círculo, 2007
- Las brasas, Madrid, Biblioteca Nueva, 2009
- Para quemar la noche, Madrid, Patrimonio Nacional, 2010
- Yo descanso en la luz, Madrid, Visor, 2010
- Aún no, Madrid, Bartleby, 2012
- Jardín nublado. Antología poética, Valence, Pre-Textos, 2016

Autres œuvres
- Escritos sobre poesía española contemporánea, Valence, Pre-Textos, 1994.
- Carmen Calvo, Caja de Ahorros de Asturias, 1999
- Edición de Ocnos, de Luis Cernuda, Madrid, Huerga y Fierro, 2002.
- Unidad y cercanía personal en la poesía de Luis Cernuda. Discurso de ingreso en la Real Academia Española, contestado por Francisco Nieva, Séville, Renacimiento, 2006.
- Elca. Libro de artista avec Mariona Brines, Valence, Editorial Krausse, 2010.

## Distinctions
- Prix Cervantes[3]